# Burn (album Deep Purple)
Burn è l'ottavo album in studio del gruppo musicale britannico Deep Purple, pubblicato dalla Purple Records nel 1974.

## Storia
È il primo album in cui compaiono il nuovo cantante David Coverdale e il nuovo bassista/cantante Glenn Hughes. Si tratta dunque del primo realizzato dalla formazione Mark III. Con l'inserimento di Coverdale ed Hughes, il sound hard rock dei Deep Purple diviene più orientato al boogie, incorporando elementi di soul e funk che sarebbero diventati ancora più marcati nell'album successivo, Stormbringer.
Hughes partecipò alla composizione delle canzoni, ma per obblighi contrattuali il suo nome non comparve fra gli autori dei brani. Nella riedizione speciale per il 25º anniversario dell'album, comunque, il suo nome riappare fra gli autori, eccetto per i brani Sail Away e Mistreated. La bonus track Coronarias Redig era originariamente il lato B del singolo Might Just Take Your Life. Peraltro, la versione di Might Just Take Your Life è più breve di quella contenuta nel LP, per rientrare nei limiti di un disco a 45 giri, è priva dell'assolo di organo finale e corrisponde a quella riportata nel video ufficiale.

## Accoglienza
L'album raggiunse la prima posizione in Germania, Austria per tre settimane e Norvegia per cinque settimane, la terza in Italia e nella Official Albums Chart, la quarta in Francia, la quinta in Finlandia e la settima in Australia, Canada e Paesi Bassi e la nona nella Billboard 200 vincendo il disco d'oro oltre che negli Stati Uniti anche in Argentina, Francia e Regno Unito.

## Tracce

### Lato A
Testi e musiche di Ritchie Blackmore, David Coverdale, Glenn Hughes, Jon Lord, Ian Paice, tranne dove indicato.
1. Burn – 6:00
2. Might Just Take Your Life – 4:36
3. Lay Down, Stay Down – 4:15
4. Sail Away – 5:48 (Ritchie Blackmore, David Coverdale)

### Lato B
Testi e musiche di Ritchie Blackmore, David Coverdale, Glenn Hughes, Jon Lord, Ian Paice, tranne dove indicato.
1. You Fool No One – 4:47
2. What's Goin' on Here – 4:55
3. Mistreated – 7:25 (Ritchie Blackmore, David Coverdale)
4. A 200 – 3:51 (Ritchie Blackmore, Jon Lord, Ian Paice)

#### Tracce bonus dell'edizione del 30º anniversario
Testi e musiche di Ritchie Blackmore, David Coverdale, Glenn Hughes, Jon Lord, Ian Paice, tranne dove indicato.
1. Coronarias Redig (remix 2004) – 5:30 (Ritchie Blackmore, Jon Lord, Ian Paice)
2. Burn (remix 2004) – 6:00
3. Mistreated (remix 2004) – 7:28 (Ritchie Blackmore, David Coverdale)
4. You Fool No One (remix 2004) – 4:57
5. Sail Away (remix 2004) – 5:37 (Ritchie Blackmore, David Coverdale)

## Formazione
- David Coverdale - voce
- Ritchie Blackmore - chitarra
- Jon Lord - tastiere
- Glenn Hughes - basso, voce
- Ian Paice - batteria

## Classifiche

### Classifiche settimanali
| Classifica (1974) | Posizione massima |
| ----------------- | ----------------- |
| Australia         | 7                 |
| Austria           | 1                 |
| Canada            | 7                 |
| Finlandia         | 5                 |
| Francia           | 4                 |
| Germania          | 1                 |
| Italia            | 3                 |
| Norvegia          | 1                 |
| Paesi Bassi       | 7                 |
| Regno Unito       | 3                 |
| Stati Uniti       | 9                 |

### Classifiche di fine anno
| Classifica (1974) | Posizione |
| ----------------- | --------- |
| Australia         | 23        |
| Austria           | 2         |
| Germania          | 5         |
| Italia            | 4         |
| Stati Uniti       | 71        |